# 1984 Koncert
1984 Koncert – trzeci album zespołu Moskwa, zawierający nagrania zarejestrowane podczas koncertu w łódzkim klubie „Siódemki” 15 maja 1984.

## Lista utworów
źródło:
| Nr  | Tytuł utworu        | Długość |
| --- | ------------------- | ------- |
| 1.  | „Światło atomowe”   | 1:14    |
| 2.  | „Piekło na ziemi”   | 1:38    |
| 3.  | „Bez nadziei”       | 1:47    |
| 4.  | „Oj, oj, oj”        | 1:00    |
| 5.  | „Egzekucja”         | 2:04    |
| 6.  | „Powietrza”         | 2:13    |
| 7.  | „Egzystencja”       | 1:20    |
| 8.  | „Propaganda”        | 1:37    |
| 9.  | „Administracja”     | 1:43    |
| 10. | „Masturbacja”       | 2:06    |
| 11. | „Śmierć na starcie” | 2:30    |
| 12. | „15 sekund”         | 0:18    |
| 13. | „Na wasz kolorowy…” | 1:23    |
| 14. | „Miasto dzieci”     | 1:34    |
|     |                     | 22:27   |

## Autorzy
- Paweł "Guma" Gumola – wokal, gitara
- Piotr "Rogoz" Rogoziński – gitara basowa
- Tomasz "Pałker" Groń – perkusja